# Quadrangle d'Aeolis

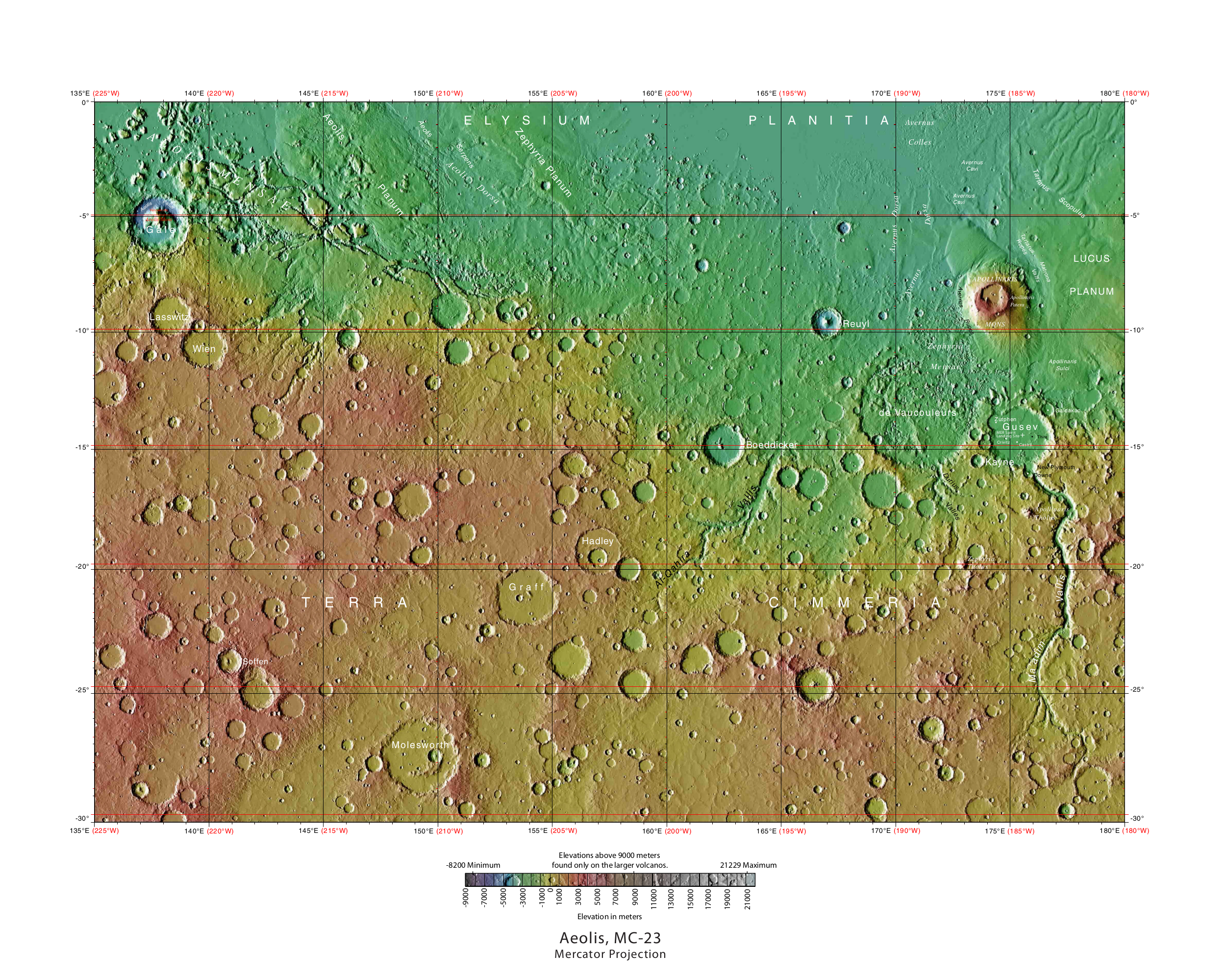

Dans le cadre de la géographie de la planète Mars, le quadrangle d'Aeolis — également identifié par le code USGS MC-23 — désigne une région martienne définie par des latitudes comprises entre 0° et 30° S et des longitudes comprises entre 135° et 180° E. 